# Epigeneium chapaense
Epigeneium chapaense es una especie de orquídea epifita, originaria de Vietnam.

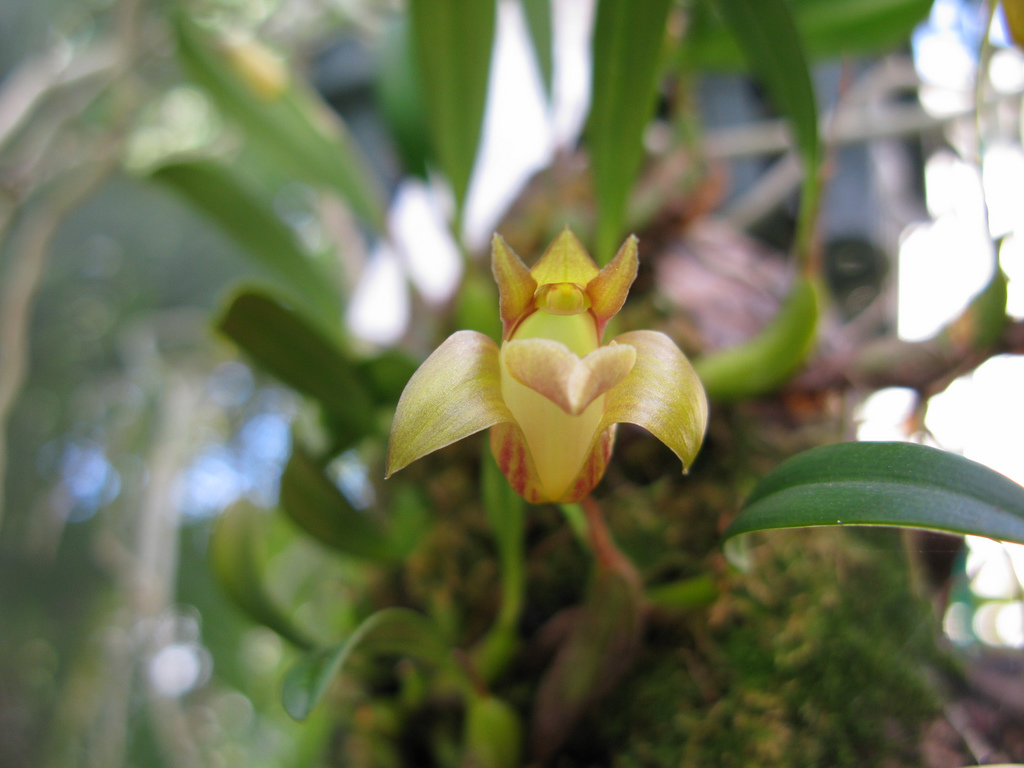
Detalle de la flor

## Descripción
Es una orquídea reptante de pequeño tamaño, con hábitos de epifita o litofita

## Distribución y hábitat
Se encuentra en Vietnam en los bosques húmedos, musgosos, mixtos y de coníferas en las ramas cubiertas de musgo por la edad, enanos, árboles nudosos y bosques de las tierras altas nubosas. en elevaciones de 600 a 2200 metros.

## Taxonomía
Epigeneium chapaense fue descrita por (Blume) Summerh. y publicado en Bulletin du Muséum d'Histoire Naturelle, sér. 2 4: 596. 1932.
Etimología
Epigeneium: nombre genérico deriva de dos palabras latinizadas del griego : επί (epi), que significa "en", "sobre" y γένειον (géneion), que significa "barbilla", en referencia a la forma en barbilla del labio de la flor de esta especie.
chapaense: epíteto geográfico que alude a su localización en Tonkin, Lo-qui-ho, pres de Chapa.
Sinonimia
- Sarcopodium chapaense (Gagnep.) Tang & F.T.Wang[4]